# Andreï Ivanaïev
Andreï Sergueïevitch Ivanaïev (en russe : Андрей Сергеевич Иванаев), né le 19 janvier 1972 à Ouralsk, est un officier russe, commandant de la 20e armée combinée de la Garde du district militaire ouest en avril 2018, lieutenant-général à partir de 2019, avant d'être démis de ses fonctions en décembre 2022.

## Biographie
Ivanaïev rejoint l'armée en 1988, en commençant par l'École des blindés de la Garde d'Oulianovsk. Après la dissolution de l'école en 1991, il poursuit ses études dans la 9e compagnie de l'École supérieure de commandement des chars de Tcheliabinsk, qu'il termine avec succès en 1992.
Au cours de sa carrière il gravit les échelons, passant de commandant d'un peloton de chars à commandant de la 27e brigade de fusiliers motorisés dans le district militaire de l'Ouest. Après avoir obtenu son diplôme de l'Académie des Forces armées de la fédération de Russie, il est nommé commandant adjoint du 1er régiment de fusiliers motorisés de la Garde de la division Taman. De 2006 à 2008, il commande le 1er régiment de fusiliers motorisés de la Garde. De 2008 à 2009, il est commandant adjoint de la division Taman. À partir de 2009, il est commandant de la 5e brigade de fusiliers motorisés de la Garde.
Par décret no 217 du président de la fédération de Russie du 23 février 2011, il a reçu le grade militaire de major-général. De 2011 à 2012, Ivanaïev est le commandant de la 205e brigade de fusiliers motorisés.
En 2013, il est diplômé avec mention de l'Académie militaire de l'état-major général des forces armées de la fédération de Russie. De 2013 à 2014, il dirige le 392e centre d'entraînement du district militaire de l'Est. À partir de 2015, il sert en tant que commandant adjoint de la 36e armée combinée. En 2017, il devient chef d'état-major et commandant adjoint de la 36e armée combinée du district militaire est. En 2017, il est le commandant du groupe Euphrate en Syrie. À partir de 2017, il sert comme chef d'état-major et commandant adjoint de l'armée combinée des Forces de défense aérienne.
Par décret du président de la fédération de Russie en mai 2018, le major-général Andreï Ivanaïev est nommé commandant de la  20e armée combinée de la Garde. Le 15 mai 2018, à Voronej, le chef d'état-major du district militaire occidental, le général de corps d'armée Viktor Astapov, présente au nouveau commandant de l'armée interarmes, le major-général Andreï Ivanaïev, un étendard personnel et l'a présenté à son état-major. Par décret no 258 du président de la fédération de Russie du 11 juin 2019, il est promu lieutenant-général.
En décembre 2022, il est démis de ses fonctions, remplacé à la tête de la 20e armée par le major général Soukhrab Akhmedov.
Le 23 juin 2023, il est inscrit sur la liste des sanctions de tous les pays de l’UE pour le déploiement des troupes russes participant « à la guerre d’agression de la Russie contre l’Ukraine »,.
Le 26 novembre 2024, il prend le commandement du groupe Vostok.